# تیبور کومارومی
تیبور کومارومی (مجاری: Tibor Komáromi؛ زادهٔ ۱۵ اوت ۱۹۶۴) کشتی‌گیر اهل مجارستان بود.